# Sarriojärvi (sjö i Kemijärvi, Lappland, 66,75 N, 27,07 Ö)
Sarriojärvi är en sjö i kommunen Kemijärvi i landskapet Lappland i Finland. Arean är 38 hektar och strandlinjen är 4,11 kilometer lång. Sjön  ingår i Kemi älvs huvudavrinningsområde.   Den ligger omkring 64 kilometer öster om Rovaniemi och omkring 740 kilometer norr om Helsingfors. 